# Ancylomenes
Ancylomenes Okuno & Bruce, 2010 è un genere di gamberetti della famiglia Palaemonidae.

## Tassonomia
Comprende le seguenti specie, in passato in gran parte attribuite al genere Periclimenes:
- Ancylomenes adularans (Bruce, 2003)
- Ancylomenes aesopius (Spence Bate, 1863)
- Ancylomenes amirantei (Bruce, 2007)
- Ancylomenes aqabai (Bruce, 2008)
- Ancylomenes australis Bruce, 2013
- Ancylomenes batei Bruce, 2011
- Ancylomenes grandidens (Bruce, 2005)
- Ancylomenes holthuisi (Bruce, 1969)
- Ancylomenes kobayashii (Okuno & Nomura, 2002)
- Ancylomenes kuboi Bruce, 2010
- Ancylomenes lipkei Bruce, 2011
- Ancylomenes longicarpus (Bruce & Svoboda, 1983)
- Ancylomenes lucasi (Chace, 1937)
- Ancylomenes luteomaculatus Okuno & Bruce, 2010
- Ancylomenes magnificus (Bruce, 1979)
- Ancylomenes okunoi Bruce, 2010
- Ancylomenes pedersoni (Chace, 1958)
- Ancylomenes sarasvati (Okuno, 2002)
- Ancylomenes speciosus (Okuno, 2004)
- Ancylomenes tenuirostris (Bruce, 1991)
- Ancylomenes tosaensis (Kubo, 1951)
- Ancylomenes venustus (Bruce, 1989)